# VFS International
VFS International este divizia de leasing a grupului suedez Volvo.
Volvo Financial Services (VFS) International AB, companie financiară înregistrată în Suedia, face parte din grupul Volvo din anul 2001, furnizând finanțări în leasing clienților constructorului auto, în principal în Europa de Est și în câteva țări din Asia și Africa.
VFS acordă finanțare pentru toate diviziile din cadrul grupului, respectiv autocamioane, echipamente de construcții, autobuze, motoare pentru ambarcațiuni și avioane.
Din anul 2005, compania deține și o filială în România, care a avut afaceri de 144,5 milioane lei în anul 2010.